# Phellinus neoquercinus
Phellinus neoquercinus är en svampart som beskrevs av M.J. Larsen 1990. Phellinus neoquercinus ingår i släktet Phellinus och familjen Hymenochaetaceae.   Inga underarter finns listade i Catalogue of Life.